# Philippe Vorbe
Philippe Vorbe (Port-au-Prince, 14 settembre 1947) è un allenatore di calcio ed ex calciatore haitiano, di ruolo centrocampista.

## Carriera

### Giocatore

#### Club
In carriera ha giocato con New York Generals e Violette Athletic Club, squadra haitiana.
Nell'estate 1967 venne ingaggiato dagli statunitensi del New York Generals. Con i Generals ottenne il terzo posto della Eastern Division della NPSL, non qualificandosi per la finale della competizione. La stagione seguente ottenne con i Generals il terzo posto nell'Atlantic Division, non riuscendo ad accedere alle fasi finali del torneo.

#### Nazionale
Con la Nazionale haitiana ha preso parte ai Mondiali 1974.

### Allenatore
Ritiratosi dall'attività agonistica è diventato allenatore del Violette Athletic Club ed in seguito ad un'aggressione, ha deciso di lasciare la guida della prima squadra per dedicarsi alle giovanili.

## Palmarès

### Nazionale
- Campionato CONCACAF: 1

Haiti 1973